# 47-й полк специального назначения «Тигр»
47-й полк специального назначения «Тигр» (укр. 47-й полк спеціального призначення Внутрішніх військ МВС України «Тигр»), в/ч 4125 — формирование специального назначения внутренних войск МВД Украины Крымского территориального командования внутренних войск МВД Украины. Существовал до марта 2014 года. Штаб-квартира полка специального назначения находилась в посёлке Краснокаменка. На полк СпН были возложены задачи по охране общественного порядка, конституционного строя, обезвреживанию диверсионных групп и противодействию терроризму на территории Крыма.

## История

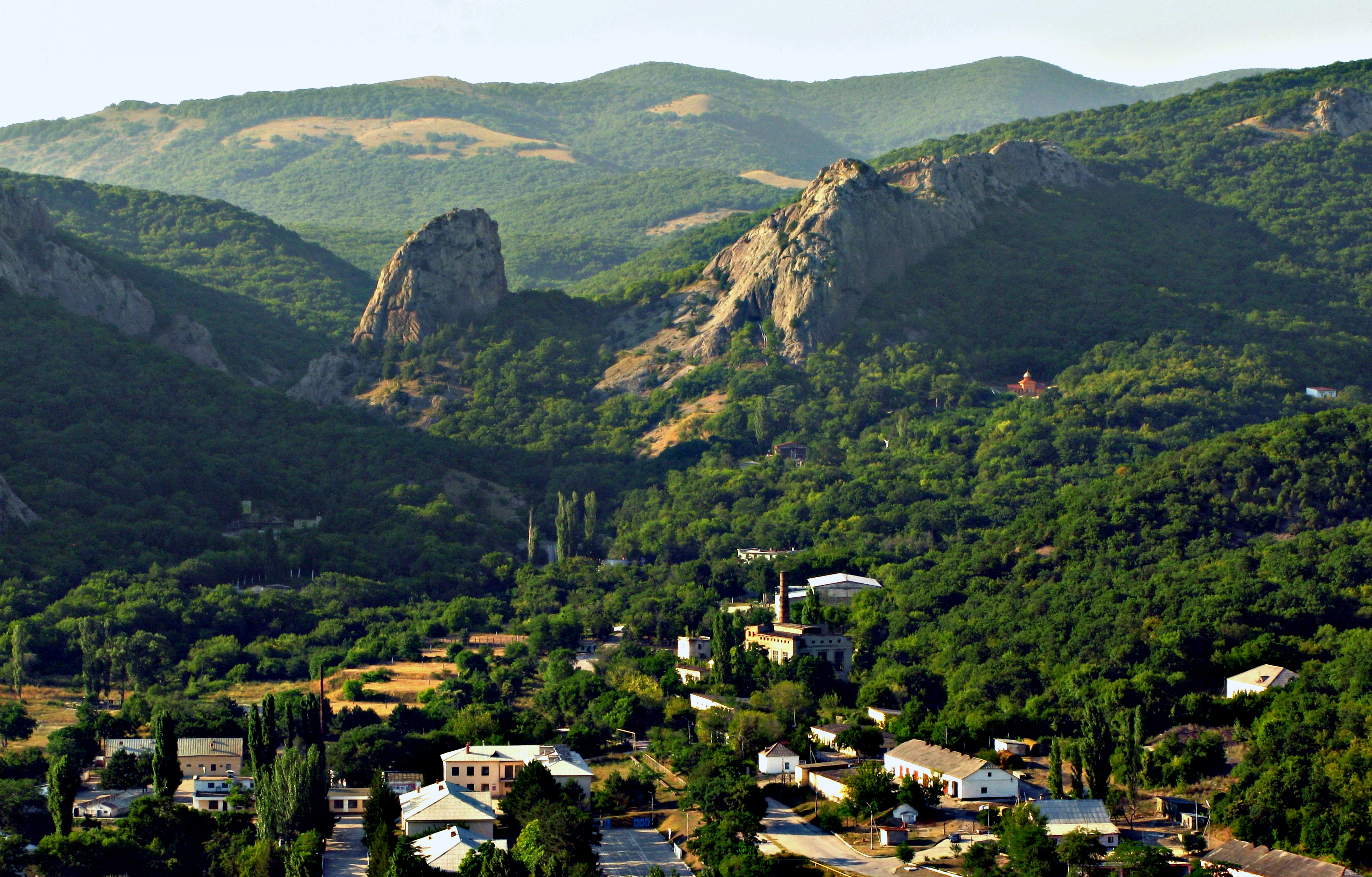
Бывшее (до 2014 года) расположение и казармы полка в Краснокаменке

С приходом в НГУ в 1995 г. нового командующего генерал-лейтенанта гвардии А. И. Кузьмука, началась работа по значительному увеличению боеспособности данного вооруженного формирования. В ходе этих реформ, в состав 4-й дивизии НГУ приказом КНГУ от 5 мая 1996 г. был передан 52-й отдельный механизированный полк Вооруженных Сил Украины. Приказом КНГУ от 14 июня 1996 г. часть получила наименование 52-го полка НГУ (в/ч 4125) с местом дислокации в г. Павлограде Днепропетровской области.
Этот полк вел свою историю от 5-го гвардейского механизированного Волновахского ордена Суворова полка, входившего в состав 254-й мотострелковой Черкасской ордена Ленина Краснознаменной орденов Суворова, Кутузова и Богдана Хмельницкого дивизии Советской Армии. Он происходил от 5-й гвардейской механизированной бригады, воевавшей в составе 2-го гвардейского Николаевско-Будапештского Краснознаменного ордена Суворова механизированного корпуса, и вошел в состав 254-й дивизии в только послевоенный период.
254-я стрелковая дивизия была сформирована в г. Туле приказом НКВД СССР от 29 июня 1941 г. на её формирование из кадров НКВД было выделено до 1500 командиров и младшего начсостава, преимущественно пограничников, а остальные бойцы призывались из запаса. Дивизия участвовала в битве под Москвой, воевала в Украине и в Молдове, и завершила свой боевой путь в мае 1945 г. в г. Праге (Чехословакия). В послевоенное время в 1946 г. она была переформирована в 27-ю механизированную дивизию, в 1957 г. стала 27-й мотострелковой дивизией, а в 1965 г., накануне 20 — летнего юбилея Победы, дивизии был возвращен военный номер 254. до 1956 г. соединение находилось в составе Одесского военного округа, а после венгерских событий до 1990 г.-в составе Южной группы войск и дислоцировалось в г. Секешфехервар (Венгрия), а затем было выведено на территорию Киевского военного округа в г. Артемовск Донецкой области. Уже в украинской армии 5-й гвардейский механизированный полк был выведен из состава 254-й дивизии и стал 52-м отдельным механизированным полком.
Полк размещался в военном городке бывшей школы младших специалистов связи Ракетных войск стратегического назначения Вооруженных Сил СССР. Интересно, что в этих же казармах когда-то размещалось полковое депо 2-го лейб-гусарского Павлоградского императора Александра III полка российской армии, а в 1930 — е гг.-88-й стрелковый полк 30-й Иркутской Краснознаменной ордена Трудового Красного Знамени Украинской ССР имени ВЦИК стрелковой дивизии Красной Армии.
В состав 52-го полка НГУ в 1996—1997 гг. входили танковый батальон (30 танков Т-64БВ, 1 танк Т-64бк), два мотострелковых батальона, батальон специального назначения, зенитный дивизион, миномётная рота, ремонтная рота, рота боевого обеспечения, взвод химзащиты, комендантский взвод, полковой медпункт.
Приказом КНГУ от 26.12.1996 г. на базе батальона специального назначения 11-го полка НГУ в г. Донецке был сформирован 23-й отдельный батальон специального назначения НГУ (в/ч 2243), известный как «гром». Свою историю донецкий спецназ НГУ вел от учебной роты специального назначения 50-го отдельного механизированного полка оперативного назначения Внутренних войск МВД СССР.
Приказом КНГУ от 15 апреля 1998 г. Днепропетровский 15-й полк НГУ был преобразован в 26-й отдельный батальон НГУ, а приказом КНГУ от 10 июня 1998 года он был переименован в 26-й отдельный батальон специального назначения НГУ.
Приказом КНГУ от 26 декабря 1998 г. 11-й и 52-й полки НГУ стали 26-й и 52-й бригадами НГУ соответственно.
Кроме того, в состав 4-й дивизии НГУ входили 2-й отдельный медицинский отряд НГУ (в/ч 2242), позже преобразованный в 1-й военный госпиталь НГУ (в/ч 2249), а также 4-й отдельный батальон связи НГУ (в/ч 2245), сформированный приказом КНГУ от 31 марта 1998 года на базе дивизионного узла связи.
В том же 1998 году в составе 4-й дивизии НГУ было сформировано отдельное подразделение (рота) разведки специального назначения (в/ч 2240 «Р»), переименованное в 1999 г. в подразделение спецназначения и антитеррора.
Указом Президента Украины от 17 декабря 1999 года все подразделения 4-й дивизии НГУ были переданы в состав Внутренних войск МВД Украины. Законом Украины от 11 января 2000 г. НГУ была расформирована.
Управление 4-й дивизии НГУ было преобразовано в управление Восточного территориального командования Внутренних войск МВД Украины (в/ч 2240).
26-я бригада НГУ стала 44-м полком оперативного назначения Внутренних войск МВД Украины (в/ч 4111), который вскоре был преобразован в 34-й отдельный батальон оперативного назначения Внутренних войск МВД Украины. В 2007 году этот батальон был расформирован.
23-й отдельный батальон специального назначения НГУ «Гром» был сформирован 26 декабря 1996 г. на базе батальона СпП в\ч 4111 или 26 бригады НГУ г. Донецк (командир батальона майор Панасюк Александр Григорьевич) в 1997 году и получил наименование в\ч 2243. дислоцировалась эта часть в г. Донецк, ул. Нефтяная. Первым командиром был назначен подполковник Тучин Виктор Васильевич, второй и последний командир этой части — подполковник Надточий Алексей Сергеевич. В 2000 году, в связи с расформированием НГУ, 23 ОБрСпП НГУ «Гром» был расформирован, личный состав переведен в в\ч 4111 г. Донецк уже ВВ МВД Украины, где был распределен по подразделениям этой части.
26-й отдельный батальон специального назначения НГУ стал линейным батальоном 16-го специального моторизованного полка Внутренних войск МВД Украины (в/ч 3036)., 52-я бригада НГУ была переформирована в 43-й полк оперативного назначения Внутренних войск МВД Украины (в/ч 4125), который, как и донецкий 44-й полк, вскоре был преобразован в 37-й отдельный батальон оперативного назначения Внутренних войск МВД Украины. В 2005 году этот батальон был расформирован. Материальная база (боевая техника 52-й бригады НГУ в 1999 г. была передана Вооруженным Силам Украины) и часть личного состава батальона пошли на формирование 47-го отдельного полка специального назначения Внутренних войск МВД Украины «Тигр» (в/ч 4125) в г. Феодосия. приказ Министра ВД Украины № 537, от 19 мая 2004 года, одна из частей оперативного назначения МВД Украины — 37-й отдельный батальон внутренних войск был передислоцирован из Павлограда в посёлок Краснокаменка, Автономная Республика Крым и был переформирован в 47-й полк специального назначения «Тигр» (в/ч 4125), со включением в его состав войсковой части № 1841 (Судак) в качестве батальона.
Командиром полка был назначен подполковник Н. И. Балан (он оставался командиром полка до 2008 года, когда полковник Н. И. Балан был назначен заместителем начальника управления Западного территориального командования, а с 1 декабря 2010 года начальником управления Крымского территориального командования внутренних войск МВД Украины).
7 сентября 2004 года Президент Украины Л. Д. Кучма вручил части боевое знамя и грамоту.
В ходе аннексии Крыма Россией 47-й полк внутренних войск МВД «Тигр» был расформирован, знамя воинской части вывезено на Украину.
Войсковая часть № 6915 Росгвардии Российской Федерации (Краснокаменка) не является правопреемником войсковой части № 4125.

## Комплектование
Полк был укомплектован как контрактниками, так и военнослужащими срочной службы. Незначительное их число выехало на Украину или уволилось, большинство перешло на сторону РФ.

## Вооружение и экипировка
Вооружение стрелковое и лёгкое артиллерийское.

## Деятельность

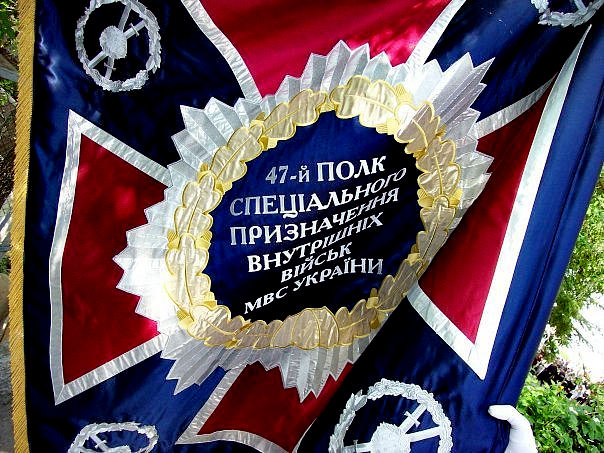
Знамя 47-го полка спецназа внутренних войск МВД Украины.

В задачи «Тигра» входили действия в условиях крайнего осложнения оперативной обстановки — групповые хулиганские проявления, массовые беспорядки, бунты в местах лишения свободы, оказание помощи пограничным войскам Украины в случае осложнения обстановки на границе. Часть могла использоваться в общевойсковых целях как штурмовые отряды в условиях вооружённого конфликта, личный состав был обучен действовать как в обороне, так и в наступлении. В обычной обстановке личный состав занимался служебной и боевой подготовкой, нёс патрульную службу по охране общественного порядка.
Личный состав формирования участвовал в тактико-специальных и военных учениях, в том числе — совместных учениях с военнослужащими спецподразделений и иных других воинских частей вооружённых сил Украины.
- так, в мае 2011 года по результатам соревнований среди формирований специального назначения внутренних войск МВД Украины, полк «Тигр» занял первое место[5]
- после этого, с 14 по 30 июня 2011 года в рамках международного сотрудничества между внутренними войсками МВД Украины и Национальной жандармерией Франции на базе полка специального назначения «Тигр» прошёл совместный курс учений по усвоению тактики действий европейских сил полиции, под руководством экспертов Национальной жандармерии Франции[6].

Зимой 2005—2006 года личный состав (совместно с сотрудниками милиции и МЧС) участвовал в обеспечении карантинных мероприятий в связи с опасностью возникновения эпизоотии «птичьего гриппа» в Крыму.
8 — 28 июня 2012 года 300 сотрудников полка «Тигр» участвовали в обеспечении общественного порядка в ходе спортивных соревнований «Евро-2012» в Донецке
После начала Евромайдана, в декабре 2013 года бойцы полка «Тигр» были направлены в Киев. 8-9 декабря 2013 года в Киев были направлены 730 сотрудников на 20 грузовиках и автобусах.
В ходе антиправительственных выступлений в Киеве были убиты два офицера полка: ст. лейтенант Д. А. Власенко и ст. лейтенант В. И. Гончаров. Эти обстоятельства способствовали переходу некоторых военнослужащих части на сторону РФ.
Последний командир подразделения Юрий Анатольевич Лебедь в 2022 году был назначен Командующим Национальной гвардией Украины.